# Emmett (Míchigan)
Emmett es una villa ubicada en el condado de St. Clair en el estado estadounidense de Míchigan. En el Censo de 2010 tenía una población de 269 habitantes y una densidad poblacional de 68,6 personas por km².

## Geografía
Emmett se encuentra ubicada en las coordenadas 42°59′36″N 82°45′56″O / 42.99333, -82.76556. Según la Oficina del Censo de los Estados Unidos, Emmett tiene una superficie total de 3.92 km², de la cual 3.92 km² corresponden a tierra firme y (0%) 0 km² es agua.

## Demografía
Según el censo de 2010, había 269 personas residiendo en Emmett. La densidad de población era de 68,6 hab./km². De los 269 habitantes, Emmett estaba compuesto por el 93.68% blancos, el 0% eran afroamericanos, el 0% eran amerindios, el 0.74% eran asiáticos, el 0.74% eran isleños del Pacífico, el 3.35% eran de otras razas y el 1.49% pertenecían a dos o más razas. Del total de la población el 3.35% eran hispanos o latinos de cualquier raza.